# Lingua chamicura
La lingua chamicura (chamikolo in chamicuro) è una lingua arawak parlata in Perù.

## Distribuzione geografica
La lingua è in pericolo d'estinzione. Secondo alcune fonti, nel 2004 risultava parlata solo da 2 persone; una stima più recente, fornita dall'Atlas of the World's Languages in Danger dell'UNESCO, è di 8 locutori nel 2008.
L'omonimo popolo chamicuro è composto tra i 10 e i 20 elementi, che vivono vicino al fiume Huallaga in Perù in un'area chiamata Pampa Hermosa.

## Classificazione
La lingua chamicura appartiene alle lingue arawak.

## Sistema di scrittura
Per la scrittura viene usato l'alfabeto latino.